# 1802
1802 (MDCCCII) година е обикновена година, започваща в петък според Григорианския календар.

## Събития
- 27 март – В Амиен е подписан мирен договор между Англия и Франция. Франция възвръща почти всичките си отвъдморски владения. Англия получава Тринидад и Тобаго и Цейлон.
- 28 март – Хайнрих Вилхелм Олберс открива астероида 2 Палада.
- 2 август – Наполеон Бонапарт е избран за доживотен консул на Франция.
- 8 септември – В Русия е приет манифест за учредяването на министерства.
- 10 октомври – В САЩ Робърт Фултън и Ливингстън подписват споразумение за основаване на Хъдзъновата компания за строеж на параходи за рейсове по река Хъдзън.

## Родени
- Анастасиос Полизоидис, гръцки революционер и политик († 1873 г.)
- Стаматиос Клеантис, гръцки архитект († 1862 г.)
- 26 февруари – Виктор Юго, френски писател († 1885 г.)
- 7 март – Едуин Ландсир, британски художник († 1873 г.)
- 9 април – Елиас Льонрот, финландски филолог († 1884 г.)
- 25 май – Йохан Фридрих фон Брант, германски зоолог († 1879 г.)
- 24 юли -- Александър Дюма-баща, френски писател (*1870 г.)
- 26 юли – Мариано Ариста, мексикански политик и военачалник († 1855 г.)
- 5 август – Нилс Абел, норвежки математик († 1829 г.)
- 13 август – Николаус Ленау, австрийски поет († 1850 г.)
- 19 септември – Лайош Кошут, унгарски държавник († 1894 г.)
- 22 септември – Юрий Венелин, украински българист, фолклорист и етнограф († 1839 г.)
- 2 октомври – Едуар Менетрие, френски зоолог († 1861 г.)
- 4 октомври – Адолф Ниел, френски генерал и маршал на Франция († 1869 г.)
- 20 октомври – Ернст Вилхелм Хенгстенберг, немски духовник и теолог († 1869 г.)
- 29 ноември – Вилхелм Хауф, немски поет и новелист († 1827 г.)
- 15 декември – Янош Бояй, унгарски математик († 1860 г.)

## Починали
- 7 март – Клотилд Френска, френска принцеса, кралица на Сардиния (р. 1759 г.)
- 23 април – Лазар Български, български светец (р. 1774 г.)
- 10 август – Франц Епинус, германски физик (р. 1724 г.)
- 29 септември – Аугуст Бач, германски миколог (р. 1761 г.)
- 9 октомври – Фердинанд I Пармски, херцог на Парма (р. 1751 г.)

Вижте също:
- календара за тази година